# Ezra Cornell
Pour les articles homonymes, voir Cornell.
Ezra Cornell (11 janvier 1807 – 9 décembre 1874) est un homme d'affaires américain, sénateur, qui a notamment fondé l'entreprise financière Western Union.
Avec Andrew Dickson White, il a fondé l'Université Cornell située à  Ithaca dans l'État de New York. Il a aussi présidé la New York State Agricultural Society.
Il est un descendant de Thomas Cornell, de la famille Cornell, une famille influente en Amérique du Nord et un cousin de l'entrepreneur Paul Cornell, un homme d'affaires et avocat influent de Chicago connu pour avoir contribué au développement des quartiers huppés du sud de la ville.